# 2017 في موريتانيا
قائمة الأحداث التي وقعت في موريتانيا خلال عام 2017 .

## الموظفون
- رئيس الجمهورية: محمد ولد عبد العزيز
- الوزير الأول: يحيى ولد الحدين

## الأحداث

### شهر أغسطس
- 5 أغسطس - الموريتانيون يصوتون على الاستفتاء الدستوري لإلغاء مجلس الشيوخ وإضافة شريطين أعمرين للعلم الوطني. كما تثار انتقادات لمحاولات الرئيس ولد عبد العزيز قمع الأحزاب المعارضة.[1]

- 7 أغسطس - تظهر نتائج الاستفتاء على الدستور أن حوالي 85٪ من الناخبين الموريتانيين يريدون إلغاء غرفة مجلس الشيوخ بالبرلمان الموريتاني، وذلك بنسبة مشاركة بلغت 53.73٪.[2]

## حالات الوفاة
- 5 مايو - توفي العقيد اعلي ولد محمد فال، وهو سياسي وعسكري، ورئيس للجمهورية خلال المرحلة الانتقالية ما بين: 2005-2007 (مواليد 1953).[3]